# Eleonore zu Stolberg-Wernigerode

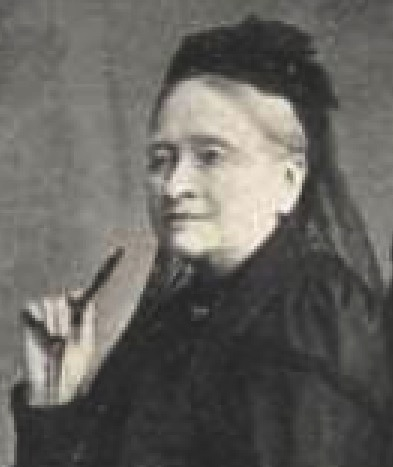
Eleonore Fürstin Reuß um 1900

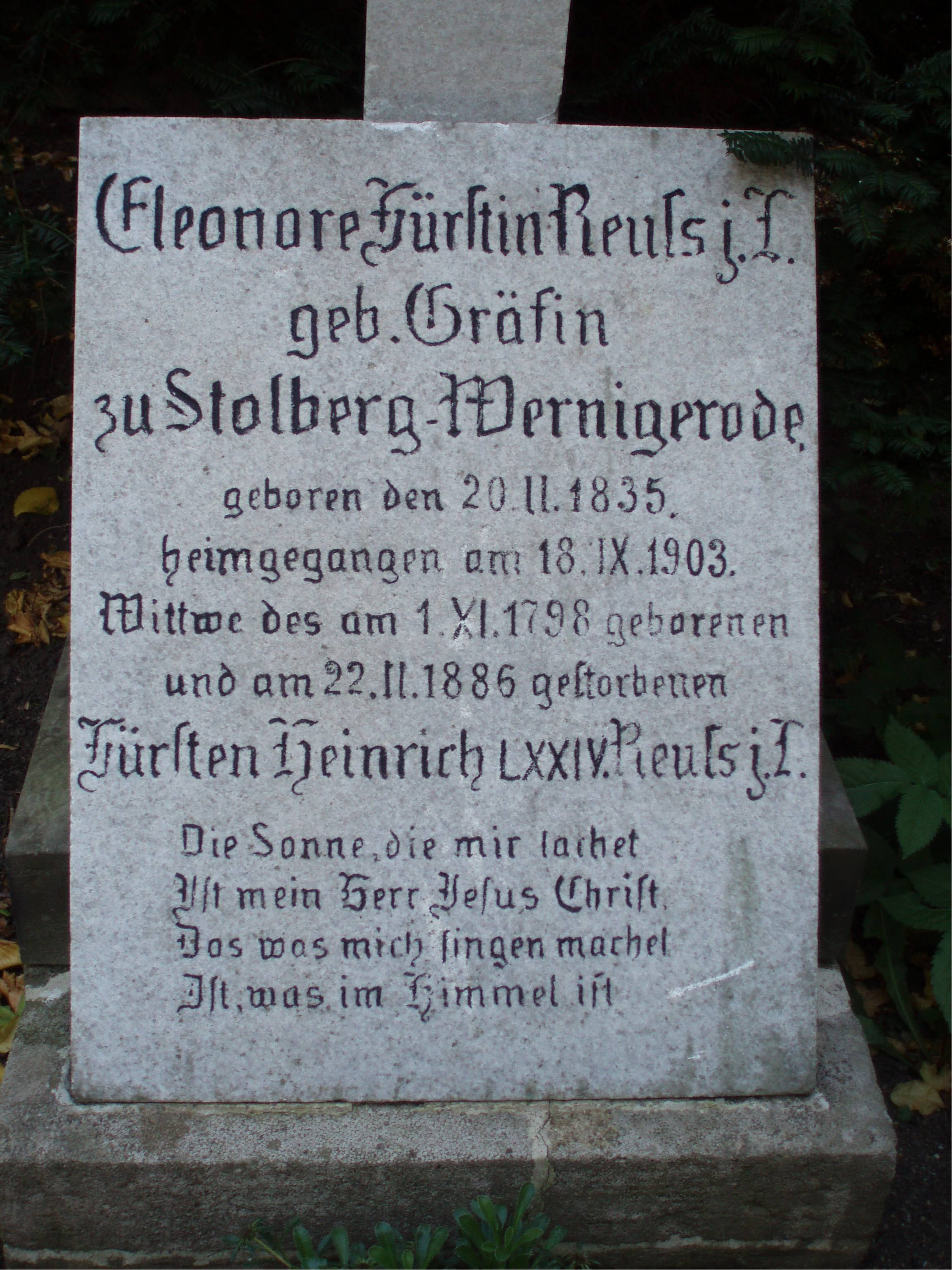
Grabstein in Ilsenburg mit dem Titel „Fürstin Reuß“

Gräfin Eleonore zu Stolberg-Wernigerode (* 20. Februar 1835 in Gedern; † 18. September 1903 in Ilsenburg) war durch Heirat Prinzessin Reuß zu Köstritz und eine deutsche Liederdichterin.

## Leben
Sie entstammte der regierenden Hauptlinie des Grafenhauses Stolberg-Wernigerode. Ihr Vater war Erbgraf Hermann zu Stolberg-Wernigerode, der Sohn des regierenden Grafen Henrich zu Stolberg-Wernigerode. Im Herbst 1838 zog die Familie von Gedern nach Ilsenburg. 1855 heiratete sie den verwitweten Prinzen Heinrich LXXIV. Reuß zu Köstritz (1798–1886), der einem nicht regierenden Zweig der jüngeren Linie Reuß angehörte. Zum Zeitpunkt der Eheschließung war Heinrich bereits 57 Jahre alt. Eleonore folgte ihrem Mann auf das Oberlausitzer Gut Jänkendorf. Vier Kinder wurden ihnen geboren: Clementine, Elisabeth, Helene und Heinrich. Nach dem Tod ihres Mannes im Jahr 1886 kehrte sie nach Ilsenburg zurück, wo sie mit ihrer betagten Mutter, Gräfin Emma zu Erbach-Fürstenau (* 11. Juli 1811 in Schloss Fürstenau; † 1. Dezember 1889 in Schloss Ilsenburg), zusammenlebte. In der Ilsenburger Kirchengemeinde engagierte von Reuß sich diakonisch und literarisch. Ihr Grab befindet sich noch heute auf dem Friedhof neben dem Eingang der dortigen Marienkirche. Der Spruch auf dem Grabstein ist ein Teil von Vers 13 des Liedes Ist Gott für mich, so trete von Paul Gerhardt: „Die Sonne, die mir lachet, ist mein Herr Jesus Christ; das, was mich singen machet, ist, was im Himmel ist.“

## Werke

### Das Jahr geht still zu Ende
Weihnachten 1857 erhielt Eleonore die Nachricht, dass ihre Freundin, die Schriftstellerin Marie Nathusius, verstorben sei. Ihre Trauer und Fassungslosigkeit verarbeitete sie in dem 1867 erschienenen Gedicht Das Jahr geht still zu Ende. Darin verarbeitet sie Motive aus Psalm 126  Sie drückt in dem Text ihre Hoffnung auf ein ewiges Leben aus. Das Lied ist im aktuellen Evangelischen Gesangbuch der deutschsprachigen evangelischen Landeskirchen enthalten (EG 63).

### Ich bin durch die Welt gegangen
In diesem Gedicht (vertont von Karl Kuhlo) betont Reuß die Vergeblichkeit menschlichen Suchens und Schaffens; sie führten nicht zu wirklichem Frieden. Sie drückt ihre Gewissheit einer Ruhe, die durch Christi Kreuzestod – „für alle, fern und nah in des Gotteslammes Wunden am Kreuze auf Golgatha“ – zu finden sei, aus.

### Weitere bekannte Texte
- Es geht so leicht durchs Erdenleben
- Es ist vollbracht! Das Leiden ist erfüllt
- Heimgehen, selig werden, o wunderbares Wort!
- Nun hab ich dich, hier hast du mich
- Sieh ich breite voll Verlangen
- Erinnerungen von El., 1883

### Veröffentlichungen
- Friederike Gräfin von Reden geb. Freiin Riedesel zu Eisenbach. Ein Lebensbild nach Briefen und Tagebüchern, Berlin 1888
- Adolf von Thadden-Trieglaff. Ein Lebensbild, Berlin 1890
- Erinnerungen an das alte Wernigerode; Wernigerode 1900
- Philipp Nathusius Jugendjahre, Berlin Verlag von Wilhelm Hertz 1896
- Philipp von Nathusius – Das Leben und Wirken des Volksblattschreibers, Verlag des Lindenhofes zu Neinstedt am Harz 1900